# Mayersville
Mayersville is een plaats (town) in de Amerikaanse staat Mississippi, en valt bestuurlijk gezien onder Issaquena County.

## Demografie
Bij de volkstelling in 2000 werd het aantal inwoners vastgesteld op 795.
In 2006 is het aantal inwoners door het United States Census Bureau geschat op 670, een daling van 125 (-15,7%).

## Geografie
Volgens het United States Census Bureau beslaat de plaats een oppervlakte van
2,9 km², geheel bestaande uit land. Mayersville ligt op ongeveer 32 m boven zeeniveau.

## Plaatsen in de nabije omgeving
De onderstaande figuur toont nabijgelegen plaatsen in een straal van 28 km rond Mayersville.